# Сапович, Беранжер
Беранжер Сапович (фр. Bérangère Sapowicz, родилась 6 февраля 1983 в Вернёе-сюр-Авре, департаменте Эр) — французская футболистка, вратарь. Выступала за клуб «Пари Сен-Жермен» и женскую сборную Франции.

## Карьера

### Клубная
До прихода в футбол Бернажер занималась гимнастикой. Воспитанница школы клуба «Бретей», выступала в его молодёжном составе в течение 12 лет до перехода в «Эврё». Позднее была приглашена в академию Клерфонтэн. В 2002 году вошла в состав клуба ПСЖ, дебютировав в 2003 году в основном составе. За время своих выступлений в сезоне 2009/2010 сумела даже забить гол (в том же сезоне выиграла Кубок Франции).

### В сборной
Сапович привлекалась в юношеские и молодёжные сборные, сыграв на молодёжном чемпионате мира 2002 года в Канаде. 14 сентября 2003 года дебютировала в основной сборной матчем против сборной Японии. Была включена в состав сборной для участия в чемпионате мира 2003 года, но не сыграла там ни единого матча (Франция выбыла на групповом этапе). Сыграла на чемпионате мира 2011 года после травмы Сары Буадди.